# Suksametonijum hlorid
Suksametonijum hlorid je kvaternarni relaksant skeletalnih mišića koji se koristi u obliku bromida, hlorida, ili jodida. On je depolarizacioni relaksant, koji deluje nakon oko 30 sekundi i čije dejstvo traje u proseku tri do pet minuta.

## Spoljašnje veze
|  | Molimo Vas, obratite pažnju na važno upozorenje u vezi sa temama iz oblasti medicine (zdravlja). |